# Dicranota (Rhaphidolabis) arjuna
Dicranota (Rhaphidolabis) arjuna is een tweevleugelige uit de familie Pediciidae. De soort komt voor in het Oriëntaals gebied.